# Callisthene mollissima
Callisthene mollissima är en tvåhjärtbladig växtart som beskrevs av Johannes Eugen ius Bülow Warming. Callisthene mollissima ingår i släktet Callisthene och familjen Vochysiaceae. Inga underarter finns listade i Catalogue of Life.